# Mordors Sorte Port
Mordors Sorte Port også kaldet Morannon (Sindarin mor "sort" + annon "port") er hovedvejen ind i det fiktive land Mordor i J.R.R. Tolkiens trilogi Ringenes Herre. Det er en enorm port der kræver store huletrolde til at åbne den.
| Sprog og litteratur | Spire Denne artikel om litteratur er en spire som bør udbygges. Du er velkommen til at hjælpe Wikipedia ved at udvide den. |